# François Cadic
Pour les articles homonymes, voir Cadic.
L'abbé François Cadic, né le 29 septembre 1864 à Noyal-Pontivy (Morbihan) et mort le 27 juillet 1929 à Saint-Jean-Brévelay (Morbihan), est un prêtre, écrivain et folkloriste français.

## Biographie
François Cadic est le onzième et dernier enfant d'une famille de cultivateurs enracinée dans le pays de Noyal-Pontivy. Les Le Bihan et les Cadic vivent en effet depuis plusieurs siècles à Noyal-Pontivy.
Sa famille a également été mêlée aux événements de la période révolutionnaire. Un grand-oncle de François Cadic, l'abbé Jean Le Bihan a recueilli des témoignages de chouans que François Cadic a utilisés pour son ouvrage Histoire populaire de la chouannerie. Il recueille aussi les chants populaires armoricains se rapportant à la Chouannerie, d'où naît l'ouvrage Chants de Chouans qui contient 34 pièces écrites en langue bretonne (dialecte vannetais) avec version française, dont douze seulement sont accompagnées de leur air.
François Cadic entre au petit séminaire de Sainte-Anne-d'Auray en 1880. Plusieurs de ses professeurs jouent un rôle dans la mise en valeur de la langue et de la culture vannetaise, tels l'abbé Jérôme Buléon, l'abbé Pierre Le Goff ou encore l'abbé Adolphe Duparc.
Il intègre le grand séminaire de Vannes qu'il quitte à la suite d'incidents que son biographe l'abbé Jean Le Moing, neveu de François Cadic, ne précise pas.

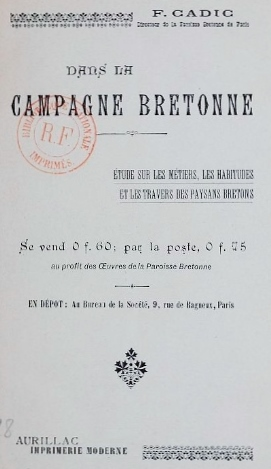
Page de garde d'un livre de François Cadic (Dans la campagne bretonne) publié en 1903.

Diacre dans un collège de Blois, bachelier en théologie, il est ordonné prêtre en 1889. Il s'inscrit la même année à l'Institut catholique de Paris où il obtient en 1891 une licence d'histoire et suit en parallèle une première année de droit.
De 1891 à 1893, il est élève-titulaire à l'École pratique des hautes études de Paris où il suit notamment l'enseignement d'Henri Gaidoz.
Il enseigne l'histoire dans le collège de Jésuites de la rue de Madrid à Paris, puis occupe en 1897 la chaire d'histoire de l'Institut catholique de Paris laissée vacante par Paul Pisani.
François Cadic est influencé par les idées chrétiennes démocrates qui se développent à la fin du XIXe siècle à la suite de l'encyclique Rerum novarum (1891) du pape Léon XIII sur la condition ouvrière, relayées notamment par l'abbé Jules Lemire, que François Cadic rencontre à plusieurs reprises.
Frappé par la détresse matérielle et morale de nombreux Bretons et Bretonnes immigrés dans la capitale, le jeune prêtre décide de s'engager et obtient de son évêque l'autorisation de se mettre au service de ces parias de la capitale. 
En mai 1897, il crée à Notre-Dame-des-Champs, La Paroisse Bretonne de Paris, association qui est déclarée officiellement à la préfecture en mai 1898.
En 1898, il ouvre la "Maison du peuple breton". En avril 1899, il fonde la revue La Paroisse bretonne de Paris, qui apporte de nombreuses informations utiles aux Bretons de la capitale et raconte aussi des légendes propres au pays de Vannes.
L'association compte jusqu'à 40 000 personnes en 1914, avec centre de culte, foyer d'accueil et office de placement. 
En novembre 1901, François Cadic crée l'Institut Brizeux-Chateaubriand, destiné aux « femmes du monde ».
Il est journaliste dans l'âme et signe en 1899 et en 1900 quelques articles dans L'Ouest-Éclair, journal créé en 1899 par l'abbé Trochu. Mais c'est surtout dans le journal "La Paroisse Bretonne de Paris", que son talent s'exprime. 
Il écrit de nombreux ouvrages sur la Bretagne, rassemblant ses contes et légendes, et il est considéré, à l'image de Luzel, comme un des meilleurs collecteurs de la tradition orale de Basse-Bretagne, recueillant plus de 200 contes et légendes et 150 chansons.
Usé par le surmenage et victime de la tuberculose, il revient en Bretagne pour mourir alors qu'il est hébergé au presbytère de Moréac (le recteur est l'un de ses neveux) le 29 juillet 1929.

## Œuvres
Une bibliographie est faite par Fañch Postic dans l'ouvrage de 2012 consacré à François Cadic.
Éditions du vivant de l'auteur
- François Cadic, L'Émigration bretonne vers Paris et l'Œuvre de la Paroisse Bretonne de Paris, Paris, Imprimerie des pauvres du Sacré-Cœur, 1899 (réimpr. 1901)
- François Cadic, Les Bretons, considérations sur leur passé et leur situation présente, Aurillac, Imprimerie Moderne, 1902
- François Cadic, Dans la campagne bretonne : étude sur les métiers, les habitudes et les travers des paysans bretons, Paris, Maison du peuple breton, 1902Fañch Postic indique 1903 et comme éditeur Aurillac, Imprimerie Moderne
- François Cadic, Çà et là à travers la Bretagne, Paris, Maison du peuple breton, 1905
- François Cadic, Contes et légendes de Bretagne : Les puissances inférieures - Les revenants - Les puissances supérieures, Paris, Maison du peuple breton, Hennebont, Imprimerie Ch. Norman, 1914
- François Cadic, Contes et légendes de Bretagne (avec commentaires explicatifs) : deuxième série, Paris, Maison du peuple breton, 1919
- François Cadic, Contes et légendes de Bretagne (avec commentaires explicatifs) : Nouvelle série, Paris, Maison du peuple breton, 1922
- François Cadic, Nouveaux Contes et Légendes de Bretagne (avec commentaires explicatifs) : deuxième série, Paris, Maison du peuple breton, 1925, 247 p.
- François Cadic (préf. de l'auteur), Contes et légendes de Bretagne (avec commentaires explicatifs), Paris, éd. SPES, 1929, 199 p.

Éditions posthumes
- François Cadic (avant-propos Mgr Eugène Le Bellec, notice biographique abbé J. Le Moing, ill. N. Gérard), Contes Bretons sur douze métiers, Paris, Librairie Celtique, 1943, 284 p.
- François Cadic (introduction Yves Le Diberder, présentation Donatien Laurent), Chants de Chouans, Paris, Librairie Celtique, 1949, 264 p.
- François Cadic (introduction Yves Le Diberder et préface de l'édition de 1914), Contes et légendes de Bretagne, vol. 1, Vannes, Librairie Galles, 1950, 242 p.
- François Cadic (textes choisis par Paul Delarue en accord avec M. l'abbé Le Moing, neveu et héritier de François Cadic, ill. hors-texte en couleurs et figures in-texte en noir par Claude Verrier), Contes de Basse-Bretagne, Paris, éd. Érasme, 1955, 222 p.
- François Cadic (introduction Yves Le Diberder, présentation Donatien Laurent), Chants de Chouans, Genève-Paris, éd. Slatkine, coll. « Bretagne et monde celtique », 1981, 264 p. (ISBN 978-2-05-100332-2, présentation en ligne)Réimpression de l'édition de Paris, 1949
- François Cadic, Contes et légendes de Bretagne, Nantes, éd. Jean-Marie Williamson, octobre 1994, 191 p. (ISBN 978-2-909525-12-9)
- François Cadic, Contes et légendes de Bretagne : Croyances - Superstitions - Revenants, éd. L’Ancre de Marine, février 2000, 240 p. (ISBN 978-2-84141-146-7, lire en ligne)
- François Cadic, Chansons populaires de Bretagne : publiées dans La Paroisse Bretonne de Paris (1899-1929), Rennes/Brest, Presses universitaires de Rennes, Dastum et Centre de recherche bretonne et celtique, coll. « Patrimoine oral de Bretagne », mai 2010, 635 p. (ISBN 978-2-7535-1141-5, présentation en ligne)

Édition des œuvres de François Cadic par les Presses universitaires de Rennes et les Éditions Terre de Brume
- Contes et légendes de Bretagne : Les Contes populaires (préf.Donatien Laurent, textes réunis et présentés par Fañch Postic), t. 1, Rennes, Dinan, Terre de Brume et Rennes, Presses universitaires de Rennes, coll. « Les œuvres de François Cadic », 1997, 352 p. (ISBN 2-84362-006-6 et 2-86847-282-6, présentation en ligne)Contient un texte de Fañch Postic : La vie et l'œuvre de l'abbé François Cadic, 103 p.
- Contes et légendes de Bretagne : Les Contes populaires (textes réunis et présentés par Fañch Postic), t. 2, Rennes, Rennes, Presses universitaires de Rennes et Dinan, Terre de Brume, coll. « Les œuvres de François Cadic », 1998, 336 p. (ISBN 2-84362-020-1, présentation en ligne)
- Contes et légendes de Bretagne : Les Contes populaires (textes réunis et présentés par Fañch Postic), t. 3, Rennes, Rennes, Presses universitaires de Rennes et Dinan, Terre de Brume, coll. « Les œuvres de François Cadic », 1999, 308 p. (ISBN 2-84362-038-4, présentation en ligne)
- Contes et légendes de Bretagne : Les Récits légendaires (textes réunis et présentés par Fañch Postic), t. 1, Rennes, Presses universitaires de Rennes et Dinan, Terre de Brume, coll. « Les œuvres de François Cadic », 2000, 400 p. (ISBN 2-84362-071-6, présentation en ligne)
- Contes et légendes de Bretagne : Les Récits légendaires (textes réunis et présentés par Fañch Postic), t. 2, Rennes, Rennes, Presses universitaires de Rennes et Dinan, Terre de Brume, coll. « Les œuvres de François Cadic », 2001, 424 p. (ISBN 2-84362-108-9, présentation en ligne)
- Çà et là à travers la Bretagne : Traditions populaires (textes réunis et présentés par Fañch Postic), Rennes, Rennes, Presses universitaires de Rennes et Dinan, Terre de Brume, coll. « Les œuvres de François Cadic », 2002, 432 p. (ISBN 2-84362-137-2, présentation en ligne)
- Histoire populaire de la chouannerie : Traditions populaires (textes réunis et présentés par Fañch Postic), t. 1, Rennes, Rennes, Presses universitaires de Rennes et Dinan, Terre de Brume, coll. « Les œuvres de François Cadic », 2003, 608 p. (ISBN 2-84362-206-9, présentation en ligne)
- Histoire populaire de la chouannerie : Traditions populaires (textes réunis et présentés par Fañch Postic), t. 2, Rennes, Rennes, Presses universitaires de Rennes et Dinan, Terre de Brume, coll. « Les œuvres de François Cadic », 2003, 608 p. (ISBN 2-84362-207-7, présentation en ligne)